# Maranta pleiostachys
Maranta pleiostachys är en strimbladsväxtart som beskrevs av Karl Moritz Schumann. Maranta pleiostachys ingår i släktet Maranta och familjen strimbladsväxter. Inga underarter finns listade.